# Sabadell
Sabadell település Spanyolországban, Barcelona tartományban. Lakosainak száma 222 177 fő (2024).

## Földrajza
Sabadell Badia del Vallès, Castellar del Vallès, Sentmenat, Polinyà, Santa Perpètua de Mogoda, Barberà del Vallès, Cerdanyola del Vallès, Sant Quirze del Vallès és Terrassa községekkel határos.

## A város híres szülöttei
- Xavier Vallès (*1979) vízilabdázó

## Testvértelepülések
- El Argoub
- Matagalpa
- Szarajevó

## Népesség
A település lakosságának változását az alábbi diagram mutatja:
| Lakosok száma | 1145 | 19 645 | 48 754 | 105 152 | 185 960 | 193 338 | 206 493 | 207 444 | 213 644 | 222 177 |
|               | 1717 | 1887   | 1936   | 1960    | 1986    | 2004    | 2009    | 2014    | 2019    | 2024    |